# ナタリー・モラレス (女優)
ナタリー・モラレス（Natalie Morales, 1985年2月15日 - ）は、アメリカ合衆国の女優、映画監督。

## 来歴
フロリダ州マイアミ・デイド郡ケンドール出身。キューバ系である。セイント・アガサ・カトリック・スクール、サウスウエスト・マイアミ・シニア・ハイスクールなどに通った。また、マイアミ大学のワークショップ、ダウ・ジョーンズ・マイノリティ・ハイスクール・ジャーナリズムに参加した。
2006年、テレビシリーズ『CSI:マイアミ』の第5シーズンでデビューした。
『The Middleman』（2008年）、『ホワイトカラー』（2009年 - 2014年）、『Trophy Wife』（2013年 - 2014年）、『ロブ・ロウの敏腕ドラマ弁護士（The Grinder）』（2015年 - 2016年）、『Abby's』（2019年）などのテレビシリーズで主要な役を演じた。
2017年6月30日、エイミー・ポーラーらが運営するソーシャルメディアで性的少数者であることを明かした。「私はクィア（queer）だ。自分にとってクイアとは、ごく簡単に言えばストレートではないということだ。今日にあって、私なんかがクィアだと告白してもそんなに大したことではないかもしれない。でもこの事実を皆さんや世界とシェアしたいと決めたのは、私のような人々を取り巻く状況がちっとも良くなってないからだ」
2021年、第1作目の監督作品『Plan B』を発表。同年発表の『Language Lessons』では監督のほか、主演と共同脚本を務めた。

## 映画
| 公開年 | 邦題 原題                                                         | 役名                         | 備考           |
| ------ | ----------------------------------------------------------------- | ---------------------------- | -------------- |
| 2010   | The Time Machine                                                  | ナタリー                     | 短編映画       |
| 2010   | ウォール・ストリート Wall Street: Money Never Sleeps              | ローラ                       |                |
| 2010   | 遠距離恋愛 彼女の決断 Going the Distance                          | ブランディ                   |                |
| 2011   | 6 Month Rule                                                      | ソフィー                     |                |
| 2012   | Freeloaders                                                       | レッド・ドット・ガール       |                |
| 2017   | バトル・オブ・ザ・セクシーズ Battle of the Sexes                  | ロージー・カザルス           |                |
| 2018   | スパイダーマン:スパイダーバース Spider-Man: Into the Spider-Verse | ミス・カレロス               | 声の出演       |
| 2019   | STUBER/ストゥーバー Stuber                                        | ニコール・マニング           |                |
| 2021   | リトル・シングス The Little Things                                | ジェイミー・エストラーダ刑事 |                |
| 2021   | Happily                                                           | パトリシア                   |                |
| 2021   | Plan B                                                            | --                           | 監督           |
| 2021   | Language Lessons                                                  | カリーニョ                   | 監督、共同脚本 |